# 土肥春曙
土肥 春曙（どい しゅんしょ、1869年11月9日（明治2年10月6日）- 1915年（大正4年）3月2日）は、日本の新派俳優、劇作家である。春曙は芸名で、本名は庸元。

## 経歴・人物
書家であった土肥直康（樵石） とその妻のカジュの長男として、肥後に生まれる。東京専門学校（現在の早稲田大学）文科一期生として入学後、坪内逍遥に師事した。卒業後は読売新聞に勤務し、ジャーナリストとしての活動を経て、1901年（明治34年）には川上音二郎が座長を務める一座の座員となり、ヨーロッパ巡業に参加し、通訳等を務め俳優への道を志した。
帰国後は、大学時代の師匠である逍遥に再度師事し朗読会である「易風会」を創設に携わり、1906年（明治40年）には逍遥らが創設した文芸協会の設立時の俳優として、多くの作品に出演し主役を務め、端正な容貌や近代的な演技として名を馳せた。また俳優としての活動以外にも、同協会に属する協会員の後進の演劇指導にも携わった。会解散後の1913年（大正4年）には、東儀鉄笛らと共に「無名会」の創設し演劇の近代化に貢献した。しかし同年病気に患い引退し、翌1914年に逝去した。

## 主な出演作品
- 『ハムレット』（原作：ウィリアム・シェイクスピア）- 主演ハムレット、ポーシャ役（二役）[2]
- 『人形の家』（原作：ヘンリック・イプセン）
- 『故郷』（原作：ヘルマン・ズーダーマン）

## 主な著作物
- 『鏑木秀子』- 原作はイプセンの戯曲『ヘッダ・ガーブレル』を元にした翻案である[2]。

## 演じた俳優
- 女優須磨子の恋（1947年、松竹）- 演：青山杉作